# Pietro Calvi (S 503)
Il Pietro Calvi fu un sommergibile della Marina Militare italiana in servizio dal 1961 al 1971, ricostruito sullo scafo del sommergibile Bario della Regia Marina.

## Le vicende belliche
Il battello apparteneva alla classe Tritone a volte denominata anche classe Flutto, un tipo di sommergibile costruito durante la seconda guerra mondiale per supplire alla mancanza sempre più grave di sommergibili da impiegare nel Mediterraneo. La sua costruzione venne iniziata negli stabilimenti dei Cantieri Riuniti dell'Adriatico di Monfalcone il 20 marzo 1943 e all'armistizio dell'8 settembre, mentre era in costruzione venne catturato dai tedeschi che lo vararono il 23 gennaio 1944 ridenominandolo U. IT. 7 ma la sua costruzione non venne mai completata. Il battello danneggiato nel corso di un bombardamento aereo alleato su Monfalcone il 16 marzo 1945 venne autoaffondato dai tedeschi il successivo 1º maggio; recuperato nel corso del mese di maggio del 1945 venne trasferito a Taranto rimanendo in Arsenale fino al 1953.

## La ricostruzione
Dopo la fine della guerra nel 1952, venute meno le clausole del trattato di pace che vietavano all'Italia il possesso di sommergibili, e con l'ingresso dell'Italia nella NATO, nell'ambito di un programma di potenziamento navale avviato nel 1950 venne anche avviata la ricostituzione della componente subacquea, con il recupero e la messa in servizio di due sommergibili risalenti al periodo bellico, che erano riusciti ad evitare la demolizione, il Giada e il Vortice, con la messa in servizio di due sommergibili dismessi dalla United States Navy della classe Gato, il Leonardo Da Vinci e l'Enrico Tazzoli e con il recupero e la ricostruzione del sommergibile Bario.

Il profilo e la pianta del progetto della ricostruzione del sommergibile Bario

Il Bario venne recuperato e rimorchiato e la ricostruzione venne iniziata nel 1953 a Taranto presso i Cantieri Tosi. Il battello venne completamente riprogettato e ricostruito con radicali modifiche alla struttura della poppa, un nuovo apparato motore e diverso armamento.

Il Bario in allestimento in bacino di carenaggio all'Arsenale di Taranto

Nel corso dei lavori lo scafo venne allungato, da 64,19 a 65,9 metri, e venne modificata la zona poppiera con lo sbarco dei lanciasiluri poppieri e la sostituzione delle due linee d'assi con un unico asse, soluzione che verrà adottata anche nelle successive classi di sottomarini Toti e classe Sauro ed eliminata la falsa torre, sostituita da una vela, soluzione anche questa adottata dai successivi battelli realizzati a partire dalla fine degli anni sessanta.
L'apparato motore originario venne sostituito con due gruppi diesel MAN da 1270 hp accoppiati su un unico asse, che sostituirono gli originari motori diesel Fiat, la cui potenza totale era di 2400 cavalli; i motori elettrici originari CRDA da 800 cavalli vennero sostituito da tre motori elettrici, tra cui un motore ausiliario di 75 cavalli adottato per l'andatura silenziosa e di attacco. Tra le modifiche l'installazione di un impianto snorkel di costruzione statunitense per la navigazione in immersione a pochi metri sotto il pelo dell'acqua, per utilizzare i motori termici e ricaricare le batterie di accumulatori.
Il battello dopo essere stato varato una seconda volta il 21 giugno 1959 è stato consegnato alla Marina Militare il 16 dicembre 1961, ribattezzato prima della consegna con il nome di Calvi, e ricevendo la bandiera di combattimento il 30 giugno 1963 a Cagliari entrando in servizio come unità addestrativa per le unità antisommergibili dislocate ad Augusta.
Il motto del battello inizialmente fu "Segnale di guerra e di sterminio" che successivamente venne sostituito da "Aude et vinces" ("Osa e vinci"). Dopo avere operato intensamente in attività addestrative, il battello venne messo in disarmo nel 1971 e definitivamente radiato il 1º aprile 1973.

## Nome
Il battello è stato intitolato al patriota e martire del Risorgimento Pietro Fortunato Calvi. In precedenza in nome Calvi era stato dato nella Regia Marina ad un sommergiblile oceanico che durante la seconda guerra mondiale al comando del Capitano di Fregata e Medaglia d'Oro al Valor Militare Primo Longobardo, venne autoaffondato il 15 luglio 1942 dopo un combattimento con un'unità inglese. Della stessa classe faceva parte anche il Tazzoli che sotto il comando di Carlo Fecia di Cossato ebbe il primato delle navi nemiche affondate.